# Maria Uliszewska-Kaden
Maria Uliszewska-Kaden (ur. 18 maja 1921 we Wrześni, zm. 30 maja 2017 w Poznaniu) – polski lekarz pediatra, uczestniczka powstania warszawskiego, żołnierka Armii Krajowej, radna miasta Poznania.

## Życiorys
Podczas okupacji niemieckiej studiowała medycynę na tajnym Uniwersytecie Warszawskim. Należała do Armii Krajowej i walczyła w powstaniu warszawskim (sanitariuszka w pułku Baszta). Po zakończeniu działań II wojny światowej ukończyła studia na Wydziale Lekarskim Akademii Medycznej w Poznaniu (pediatria, ochrona zdrowia). Od 1990 do 1994 była radną w Poznaniu (działała w komisjach: Zdrowia i Pomocy Społecznej oraz Oświaty i Wychowania). Po 1989 współreaktywowała w Poznaniu Izbę Lekarską. Osiem lat sprawowała funkcję Okręgowego Rzecznika Odpowiedzialności Zawodowej, a dwanaście lat była sędzią w Okręgowym Sądzie Lekarskim. Była też działaczką Komisji ds. Lekarzy Emerytów i Rencistów Wielkopolskiej Izby Lekarskiej oraz prezydium Poznańskiego Koła AK. 
Pochowana została 2 czerwca 2017 na cmentarzu junikowskim (radni miejscy uczcili ją minutą ciszy na sesji 6 czerwca 2017).

## Odznaczenia
Odznaczona została m.in.:
- Krzyżem Kawalerskim Orderu Odrodzenia Polski
- Srebrnym i Złotym Krzyżem Zasługi
- Krzyżem Armii Krajowej
- Warszawskim Krzyżem Powstańczym
- odznaką "Zasłużony dla Wielkopolskiej Izby Lekarskiej"[3].